# Fontenay-près-Vézelay
Fontenay-près-Vézelay ist eine französische Gemeinde mit 136 Einwohnern (Stand: 1. Januar 2022) im Département Yonne in der Region Bourgogne-Franche-Comté. Sie gehört zum Arrondissement Avallon und zum Kanton Joux-la-Ville. Die Bewohner werden Fontanéens und Fontanéennes genannt.

## Geografie
Fontenay-près-Vézelay liegt etwa 45 Kilometer südsüdöstlich von Auxerre und etwa 14 Kilometer südwestlich von Avallon. Die Gemeinde befindet sich am südlichen Rand des Départements an der Grenze zum benachbarten Département Nièvre. Die Flüsschen Ru de Fontenay und Ru de Pouilly entspringen auf dem Gebiet der Gemeinde und vereinigen sich dort zum Ru de Soeuvres. Fast drei Viertel der Fläche der Gemeinde werden landwirtschaftlich genutzt.
Umgeben wird Fontenay-près-Vézelay von den Nachbargemeinden Vézelay im Norden und Nordwesten, Foissy-lès-Vézelay und Pierre-Perthuis im Norden und Nordosten, Domecy-sur-Cure im Osten, Saint-Aubin-des-Chaumes (Nièvre) im Süden, Nuars (Nièvre) im Südwesten sowie La Maison-Dieu (Nièvre) im Westen.

## Einwohnerentwicklung

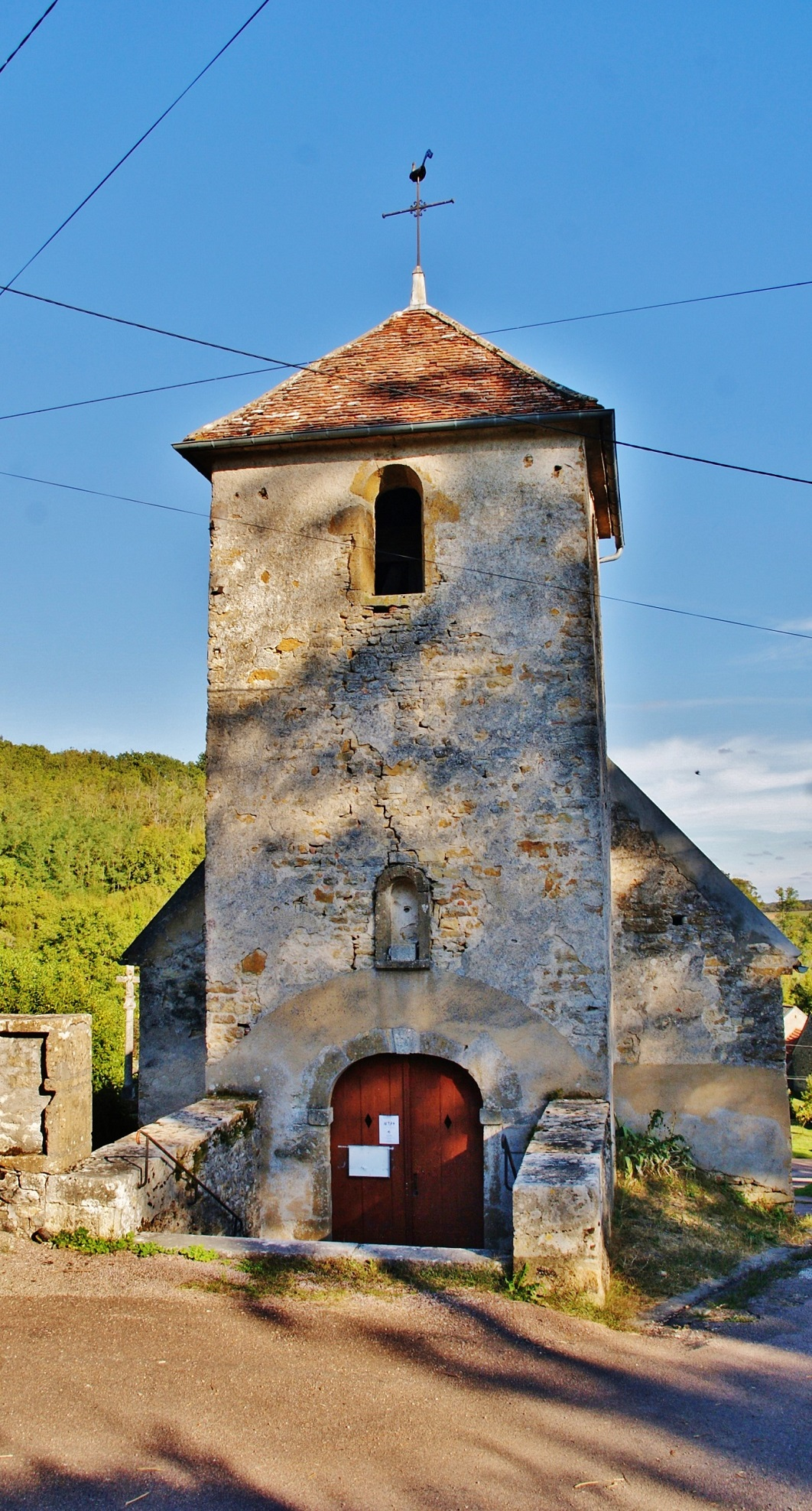
Kirche Saint-Germain-d'Auxerre

| Jahr                       | 1962 | 1968 | 1975 | 1982 | 1990 | 1999 | 2006 | 2013 | 2020 |
| -------------------------- | ---- | ---- | ---- | ---- | ---- | ---- | ---- | ---- | ---- |
| Einwohner                  | 255  | 207  | 182  | 179  | 158  | 131  | 166  | 142  | 138  |
| Quellen: Cassini und INSEE |      |      |      |      |      |      |      |      |      |

## Sehenswürdigkeiten
- Kirche Saint-Germain-d'Auxerre aus dem 12. und 15. Jahrhundert, seit 1988 als Monument historique eingeschrieben